# U-Bahn-Station Längenfeldgasse
Die Station Längenfeldgasse ist eine Kreuzungsstation der Wiener U-Bahnlinien U4 und U6 im 12. Wiener Gemeindebezirk Meidling. Sie ist die einzige Station der Wiener U-Bahn, an der sich zwei Linien auf gleichem Niveau kreuzen. Namensgeber ist die Längenfeldgasse in Meidling, die 1894 nach der Wohltäterin Josepha Haas von Längenfeld-Pfalzheim benannt wurde. Die Station erstreckt sich zwischen Höhe Längenfeldgasse und Höhe Storchengasse parallel zur Schönbrunner Straße und zum Wienfluss.

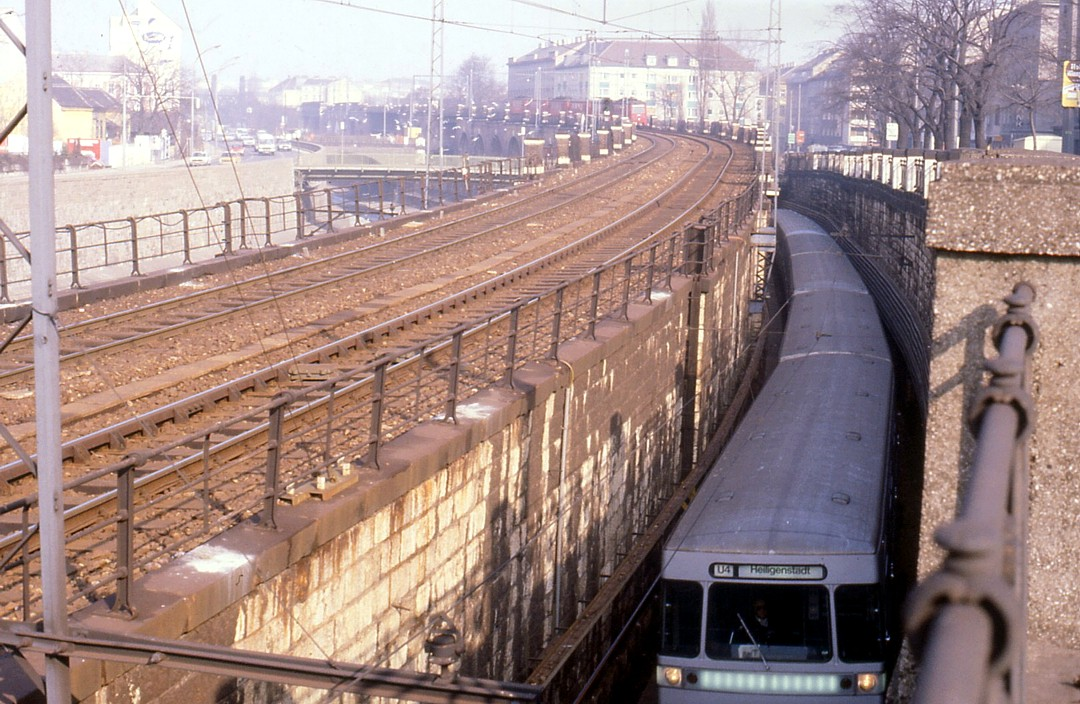
Alte Rampe, die von der Wientalbrücke zur Station Meidling führte, der Bereich der heutigen Station

Eröffnet wurde die Station Längenfeldgasse am 7. Oktober 1989 als Ersatz für den ursprünglichen Verzweigungsbahnhof Meidling Hauptstraße der 1898 eröffneten Wiener Dampfstadtbahn, die wiederum 1925 von der Wiener Elektrischen Stadtbahn abgelöst wurde. Dieser liegt nur etwa 400 Meter weiter westlich und wird heute nur von der Linie U4 bedient. Voraussetzung für den Bau der Station war der Abbruch der Rampe in Form von gemauerten Stadtbahnbögen, die von der Wientalbrücke zur Station Meidling Hauptstraße führte. Damit verschwand in den 1980er Jahren ein kleines Stadtquartier entlang der Dunklergasse. Die Station verfügt über zwei Mittelbahnsteige. Die beiden mit Fahrleitung überspannten äußeren Gleise werden von den Zügen der Linie U6 befahren, jene mit Stromschienen in der Mitte von denen der U4. Von stadteinwärts führenden Zügen der U6 kann direkt in ebenfalls stadteinwärts führende Züge der U4 umgestiegen werden und umgekehrt, wobei Anschlüsse in der Regel abgewartet werden. Angepasst an die Einstiegsverhältnisse der Wagen, sind die Bahnsteige der Linien U4 und U6 unterschiedlich hoch. Für die Streckenunterhaltung bestehen trotz der unterschiedlichen Verhältnisse südwestlich der Bahnsteige Gleisverbindungen zwischen beiden Strecken. 
Die Station verfügt über zwei oberirdische Aufnahmegebäude. Das stadteinwärts gerichtete führt auf die Längenfeldgasse. Hier befindet sich die Filiale einer Wiener Großbäckerei und es besteht die Möglichkeit, zur Autobuslinie 12A umzusteigen. Das stadtauswärts gerichtete Aufnahmegebäude führt auf den Bruno-Pittermann-Platz. Hier befindet sich eine öffentliche Toilettenanlage.
| Linie | Verlauf |
| ----- | --- |
| U4    | Hütteldorf – Ober St. Veit – Unter St. Veit – Braunschweiggasse – Hietzing – Schönbrunn – Meidling Hauptstraße – Längenfeldgasse – Margaretengürtel – Pilgramgasse – Kettenbrückengasse – Karlsplatz – Stadtpark – Landstraße – Schwedenplatz – Schottenring – Roßauer Lände – Friedensbrücke – Spittelau – Heiligenstadt                                                                                               |
| U6    | Siebenhirten – Perfektastraße – Erlaaer Straße – Alterlaa – Am Schöpfwerk – Tscherttegasse – Bahnhof Meidling – Niederhofstraße – Längenfeldgasse – Gumpendorfer Straße – Westbahnhof – Burggasse-Stadthalle – Thaliastraße – Josefstädter Straße – Alser Straße – Michelbeuern-AKH – Währinger Straße-Volksoper – Nußdorfer Straße – Spittelau – Jägerstraße – Dresdner Straße – Handelskai – Neue Donau – Floridsdorf |
| 12A   | |
| N60   | |
| N64   | |

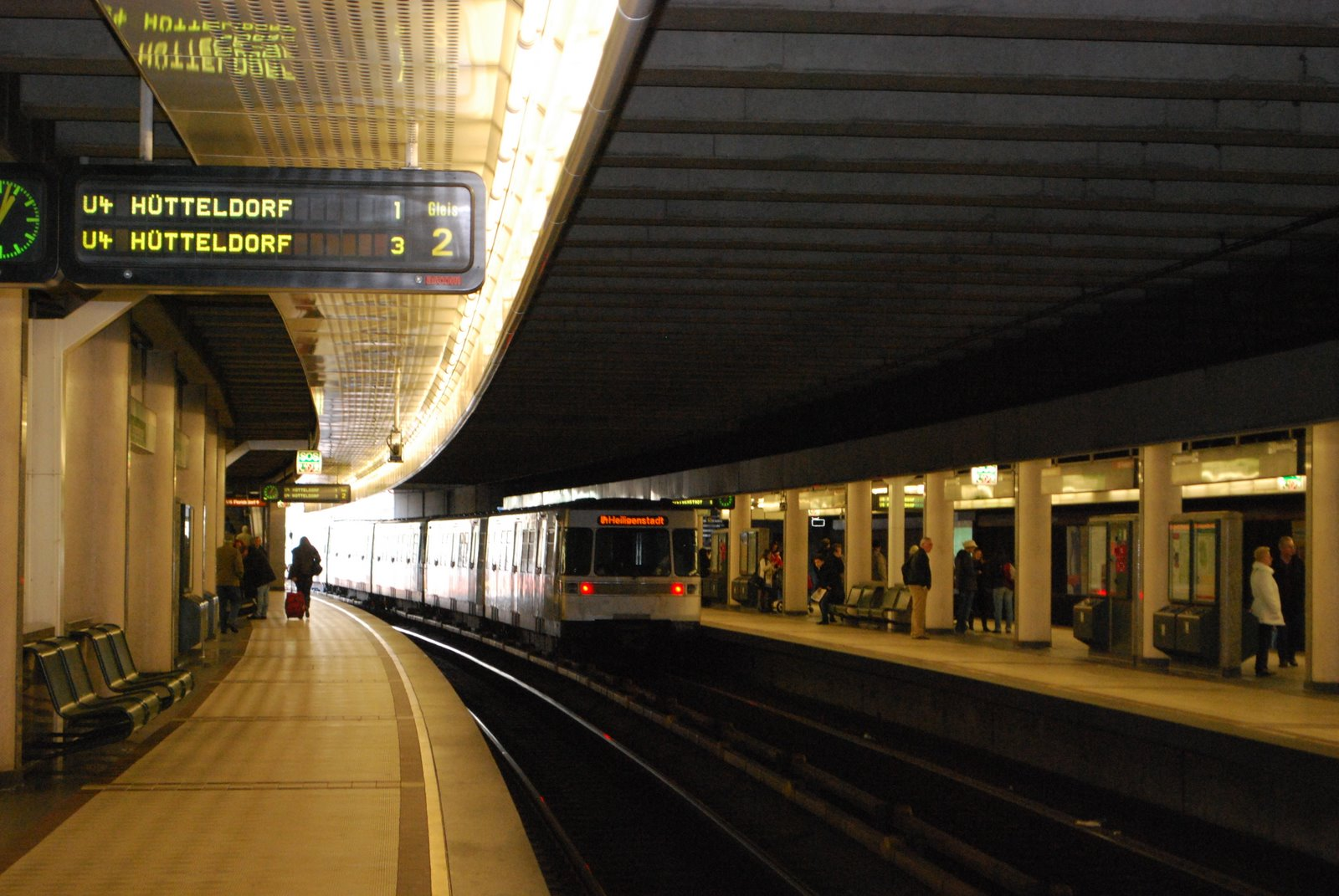
U-Bahnzug der Linie U4 in der Station
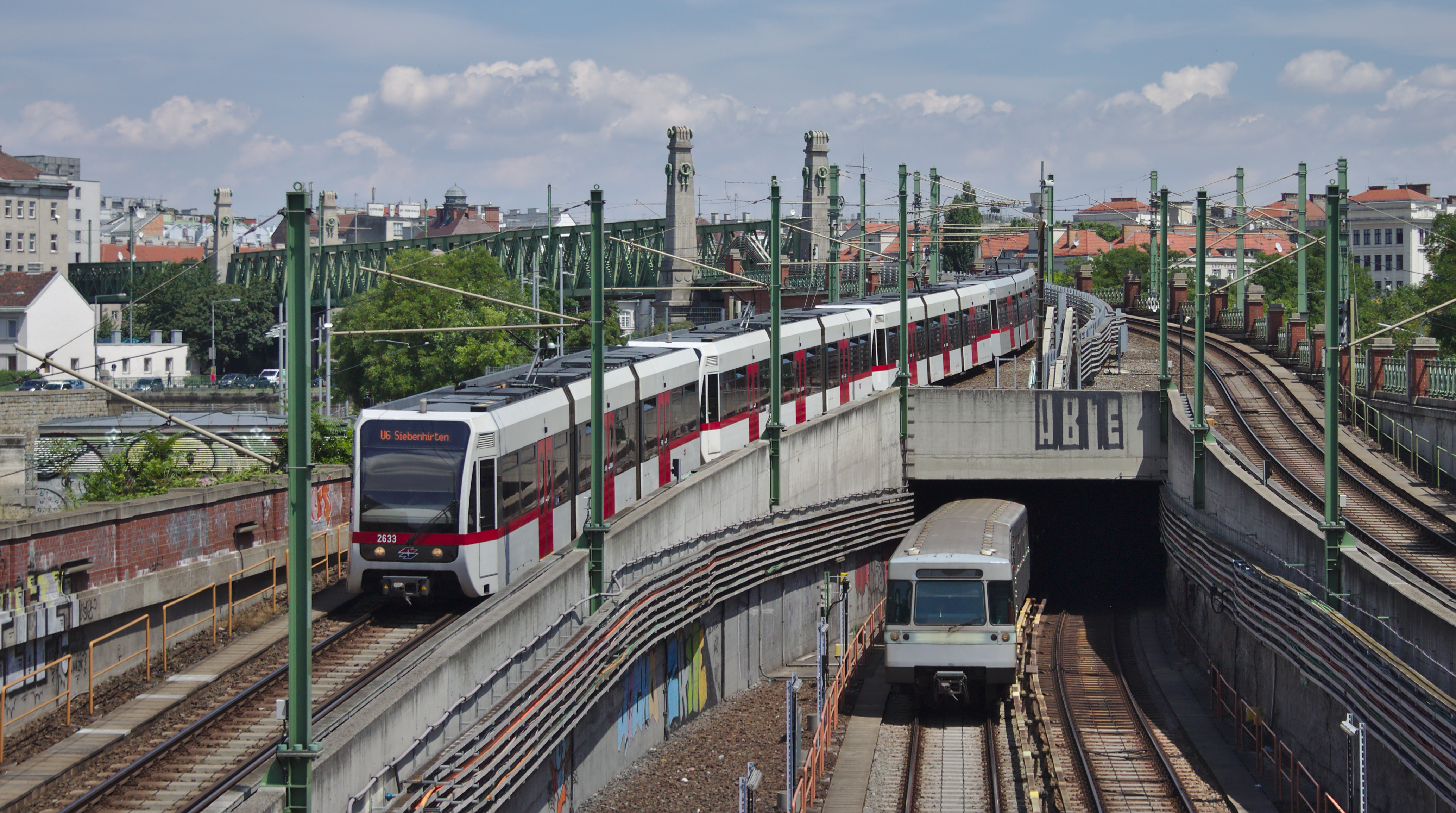
Zugsbegegnung unmittelbar vor der Station
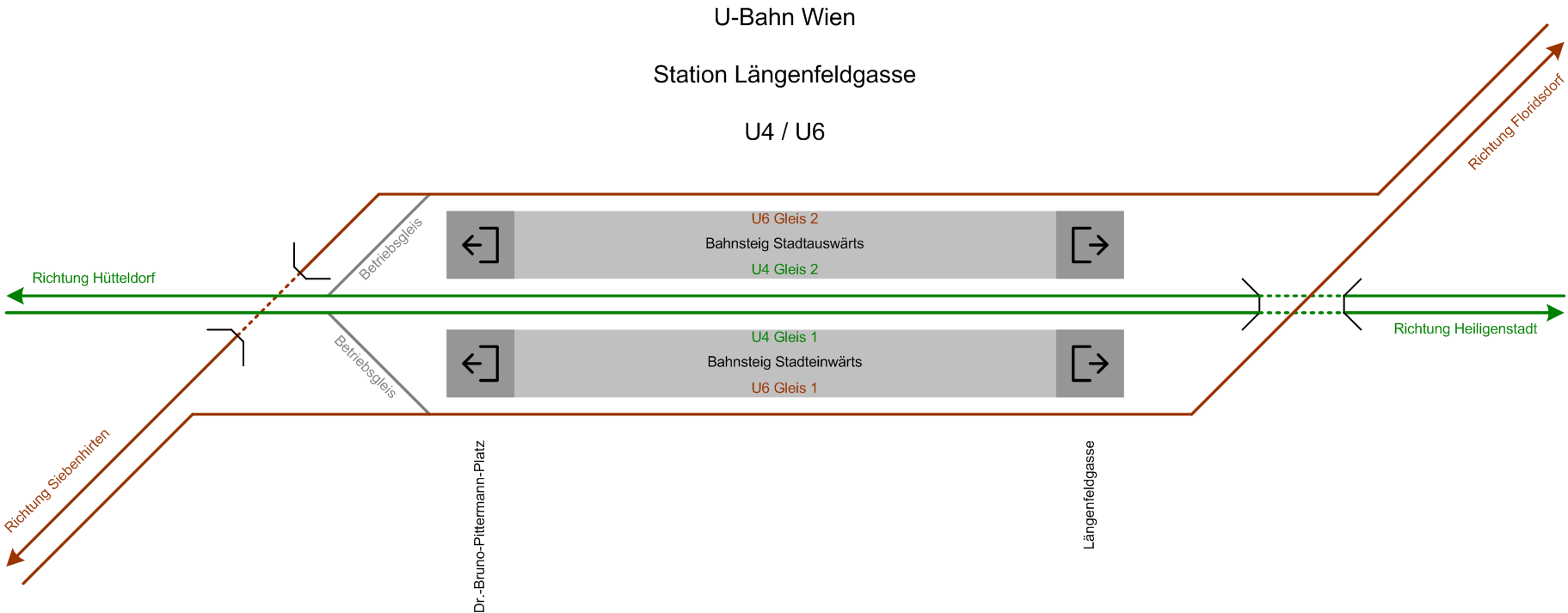
Gleisplan der Station
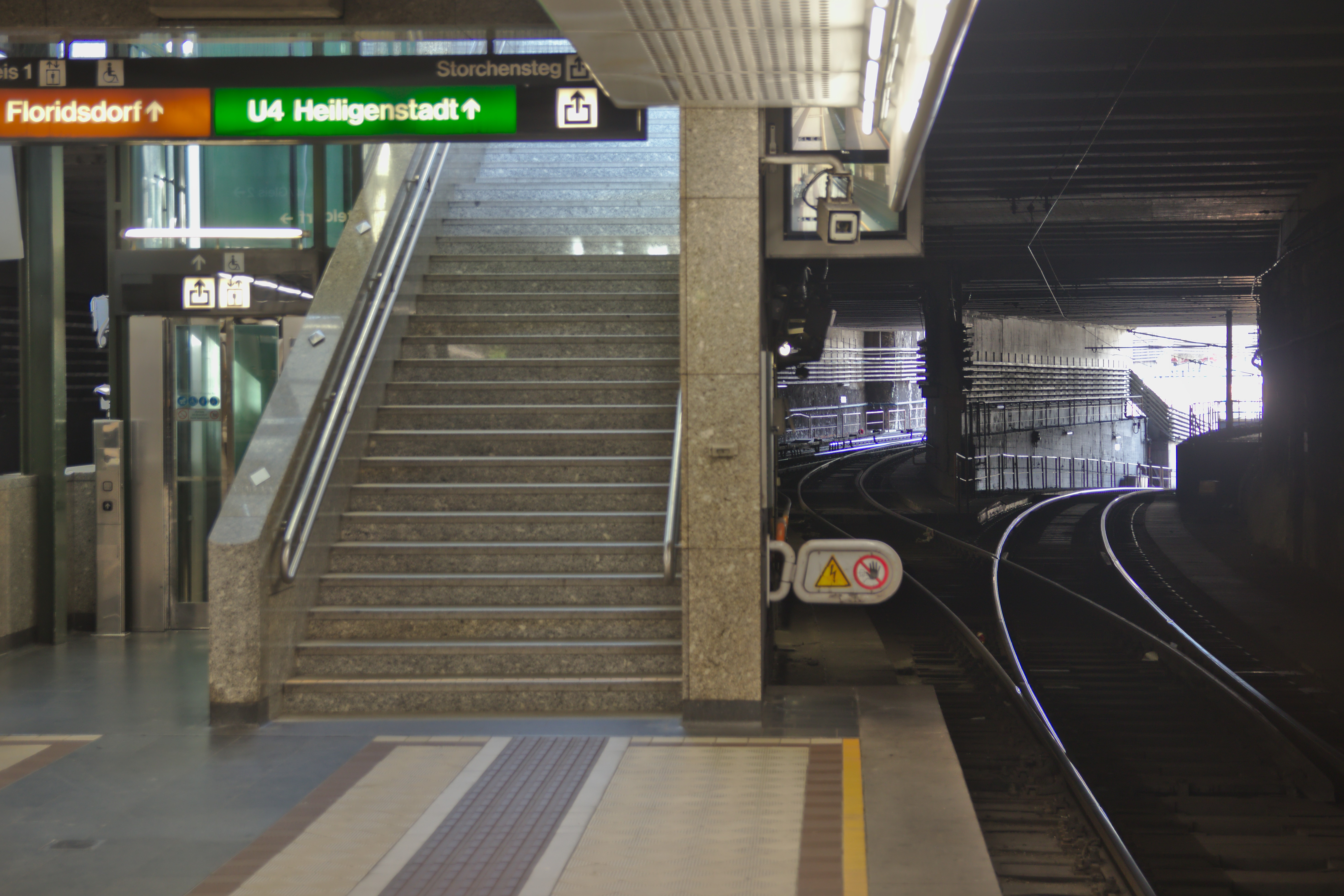
Verbindungsgleis zwischen U6 und U4